# Восточное Пунангозеро
Восточное Пунангозеро — пресноводное озеро на территории Амбарнского сельского поселения Лоухского района Республики Карелии.

## Общие сведения
Площадь озера — 1,4 км². Располагается на высоте 73,9 метров над уровнем моря.
Форма озера лопастная, подковообразная. Берега каменисто-песчаные, местами заболоченные.
Из южной оконечности Восточного Пунангозера вытекает река без названия, впадающая в озеро Столбовое, через которое протекает река Воньга, впадающая, в свою очередь, в Белое море.
Ближе к центру озера расположен один небольшой остров без названия.
С запада и востока от озера проходят автозимники.
Населённые пункты вблизи водоёма отсутствуют.
Код объекта в государственном водном реестре — 02020000711102000003634.